# Józef Wajda
Józef Wajda (ur. 18 marca 1849 w Nieboczowach, zm. 3 lutego 1923 w Hajdukach Wielkich) – polski duchowny rzymskokatolicki, działacz społeczny i narodowy na Górnym Śląsku, poseł do parlamentu Rzeszy (1908–1912) oraz do pruskiego Landtagu (1922–1923).

## Życiorys
Urodził się w Nieboczowach leżących w powiecie wodzisławskim. Pochodził z biednej rodziny chłopskiej z tradycjami śląskimi. Naukę w gimnazjum rozpoczął w Raciborzu, kontynuował ją w Poznaniu.
W czasie wojny francusko-pruskiej (1870–1871) został wcielony do wojska. Po wojnie w 1872 zdał egzamin dojrzałości, po czym rozpoczął studia, początkowo prawnicze a potem teologiczne na Uniwersytecie Wrocławskim.
Po ukończonych studiach teologicznych w 1875 ze względu na wzmagający się Kulturkampf nie mógł otrzymać święceń kapłańskich we Wrocławiu, dopiero w 1876 przyjął je w Pradze. Później z tego samego powodu stał się kapelanem oraz domowym nauczycielem rodziny hrabiów Chłapowskich w Czerwonej Wsi koło Kościana. Przez pewien czas przebywał także na zachodzie Europy.
W 1883 roku został mianowany wikariuszem parafii w Wodzisławiu. Od 1885 administrator, następnie proboszcz parafii w Kielczy. Przyczynił się do odnowy kościoła parafialnego, zainicjował budowę nowego kościoła w pobliskich Żędowicach.
Udzielał się w organizacjach polskich. Założyciel i przewodniczący Związku Katolickich Robotników w Kielczy, wspierał Związek Pomocy Chrześcijańskich Robotników Górnośląskich w Zawadzkiem. Inicjator Kasy Oszczędnościowo-Pożyczkowej, a także Banku Ludowego w Szczepanku. Wspierał polskie chóry kościelne i świeckie.
W 1908 roku wybrany z okręgu pszczyńsko-rybnickiego do parlamentu Rzeszy. W marcu 1911 wygłosił słynną mowę w parlamencie w Berlinie, w obronie prawa Górnoślązaków do języka polskiego. Argumentował przeciwko pozbawianiu wiernych prawa do wyznawania wiary w języku ojczystym.
Działał na rzecz polskości Śląska. W trakcie plebiscytu zaangażował się w działalność Komitetu Polskiego dla Górnego Śląska w Bytomiu. W 1922, po podziale Śląska oraz zorganizowanym napadzie bojówki niemieckiej na niego, przeprowadził się do parafii pw. Wniebowzięcia NMP w Hajdukach Wielkich (obecnie Chorzów Batory, dzielnica Chorzowa), gdzie proboszczem był ksiądz Józef Czempiel.
W przedterminowych wyborach do Landtagu w Berlinie w 1922 wybrano go posłem z rejencji opolskiej, z listy Polsko-Katolickiej Partii Ludowej, mandat sprawował do śmierci.
Wkrótce podupadł na zdrowiu, zmarł 3 lutego 1923 roku w Hajdukach Wielkich. Początkowo tam został pochowany, lecz po ekshumacji w 1946 roku spoczął na cmentarzu parafialnym w Kielczy.